# Zoljani
Zoljani falu Horvátországban, Bród-Szávamente megyében. Közigazgatásilag Oprisavcihoz tartozik.

## Fekvése
Bród központjától légvonalban 24, közúton 32 km-re, községközpontjától légvonalban 7, közúton 12 km-re keletre, Szlavónia középső részén, a Szávamenti-síkságon, Stružani és Prnjavor között fekszik. Nyugati részén áthalad az A5-ös (E73) Pélmonostor-Eszék-Svilaj autópálya.

## Története
A régészeti leletek tanúsága szerint területe már a történelem előtti időben is lakott volt. 
A falu központjától 300 m-re nyugatra egy mocsaras területtel körülvett enyhe magaslaton 2001-ben fedezték fel a „Čemešac” nevű lelőhelyet, ahol középkori településmaradványok mellett őskori, valószínűleg a bronzkorból származó cseréptöredékeket találtak. Ugyancsak a falu határában a Svilajt Prnjavorral összekötő úttól északra, a falutól mintegy 800 méterre délre fekvő kis kiemelkedésű dombháton, a „Vrtla” nevű lelőhelyen 2010-ben a készülő autópálya miatt a bródi városi múzeum régészei leletmentő ásatást végeztek. Ennek során kora vaskori kelta és középkori település maradványait tárták fel.
Zoljanit középkori források nem említik, 1698-ban pedig lakosságát úgy tűnik, hogy Prnjavorhoz számították. Az egyházi vizitáció jelentése 1730-ban 4 házzal említi. Ez egyben első írásos említése is. 1746-ban 8 házában 23 katolikus élt. 1760-ban a faluban 8 katolikus ház állt, melyekben 15 család élt 72 katolikus lakossal. A katonai közigazgatás bevezetése után a bródi határőrezredhez, egyházilag pedig a svilaji plébániához tartozott.
Az első katonai felmérés térképén „Soliani” néven található. Lipszky János 1808-ban Budán kiadott repertóriumában „Zoljano” néven szerepel. Nagy Lajos 1829-ben kiadott művében „Zolyano” néven 9 házzal, 54 katolikus vallású lakossal találjuk. A katonai közigazgatás megszüntetése után 1871-ben Pozsega vármegyéhez csatolták.
A településnek 1857-ben 65, 1910-ben 74 lakosa volt. Pozsega vármegye Bródi járásának része volt. Az 1910-es népszámlálás adatai szerint lakossága horvát anyanyelvű volt. Az első világháború után 1918-ban az új szerb-horvát-szlovén állam, majd később (1929-ben) Jugoszlávia része lett. 1991-től a független Horvátországhoz tartozik. 1991-ben lakossága horvát nemzetiségű volt. 2011-ben a településnek 33 lakosa volt.

## Lakossága
| Lakosság változása | Lakosság változása | Lakosság változása | Lakosság változása | Lakosság változása | Lakosság változása | Lakosság változása | Lakosság változása | Lakosság változása | Lakosság változása | Lakosság változása | Lakosság változása | Lakosság változása | Lakosság változása | Lakosság változása | Lakosság változása |
| ------------------ | ------------------ | ------------------ | ------------------ | ------------------ | ------------------ | ------------------ | ------------------ | ------------------ | ------------------ | ------------------ | ------------------ | ------------------ | ------------------ | ------------------ | ------------------ |
| 1857               | 1869               | 1880               | 1890               | 1900               | 1910               | 1921               | 1931               | 1948               | 1953               | 1961               | 1971               | 1981               | 1991               | 2001               | 2011               |
| 65                 | 49                 | 77                 | 76                 | 65                 | 74                 | 65                 | 73                 | 78                 | 78                 | 74                 | 67                 | 67                 | 53                 | 44                 | 33                 |